# Marie Kettnerová
Marie Kettnerová (Praga; 4 de abril de 1911-Londres; 28 de febrero de 1998) fue una jugadora profesional de tenis de mesa checoslovaca, doble campeona del mundo en 1934 y 1935.
Depetrisova también ganó varias medallas en el Mundial por equipos, con su compañera de equipo la también checoslovaca Marie Smida-Masakova.